# Bleiweißer Firnis-Trichterling
Der Bleiweiße Firnis-Trichterling (Collybia phyllophila, Syn.: Clitocybe phyllophila, Clitocybe cerussata, Clitocybe pithyophila), auch Laubfreund-Trichterling genannt, ist eine Pilzart aus der Familie der Ritterlingsverwandten (Tricholomataceae).

## Merkmale

### Makroskopische Merkmale
Der Bleiweiße Firnis-Trichterling bildet mittelgroße bis relativ große Fruchtkörper, die auch recht robust ausgebildet sein können. Der Hut wird bis 3–10 Zentimeter breit. Er ist zunächst konvex, später flach mit einer angedeuteten mittigen Vertiefung, wobei er jedoch nicht trichterig wird. Mitunter bleibt in der Hutmitte ein schwacher Buckel erhalten. Der Hut ist weißlich-fleischfarben und – vor allem jung – silbrig- bis kalkweiß bereift. Die weiße Schicht wirkt wie ein Schimmelbelag, unter dem die cremegraue bis fleischbräunliche Hutgrundfarbe etwas durchschimmert. Der Hutrand ist ungerieft und bleibt lange eingebogen. Die Lamellen sind erst weißlich-gelblich, später cremefarben und mit einem mehr oder weniger ausgeprägten rosalichen Ton. Sie stehen dicht und sind am Stiel breit angewachsen oder leicht herablaufend. Das Sporenpulver ist cremefarben und oft mit rosa Tönen, manchmal auch heller oder weiß. Der Stiel wird 3–8 cm lang und 5–12 mm dick. Er ist zylindrisch geformt, aber oft an der Basis leicht zugespitzt. Seine Färbung ist schmutzig weißlich, im Alter aber mehr beige-bräunlich. Seine Oberfläche ist glatt und kahl. An der Basis befindet sich ein dichtes, weißes Myzelgeflecht, das sich auf der obersten Laubschicht befindet. Das Fleisch ist wässrig und weiß, vor allem im Hut aber etwas graubräunlich. Es besitzt einen angenehm aromatisch-süßlichen Geruch und einen milden Geschmack.

### Mikroskopische Merkmale
Die hyalinen Sporen sind elliptisch und messen 4–5,5 × 2,5–4 µm. Das Verhältnis zwischen Länge und Breite liegt zwischen 1,2 und 1,9. Ihre Oberfläche ist glatt. Sie sind inamyloid und cyanophil. Bei Exsikkaten sind sie meist in tetraederförmigen verbunden. Die Basidien sind keulig geformt und messen 18–25 × 4,5–5,5 µm. An ihnen befinden sich je vier Sporen. Die Basidien weisen an der Basis eine Schnalle auf. Zystiden sind nicht vorhanden. Die Hutdeckschicht besteht aus irregulär angeordneten, 2–4 µm breiten Hyphen. Diese besitzen meist kurze knotige Auswüchse oder kurze Verzweigungen. Die nur wenig vorhandenen Septen weisen Schnallen auf. Die Hyphenwände sind schwach gelifiziert.

## Artabgrenzung

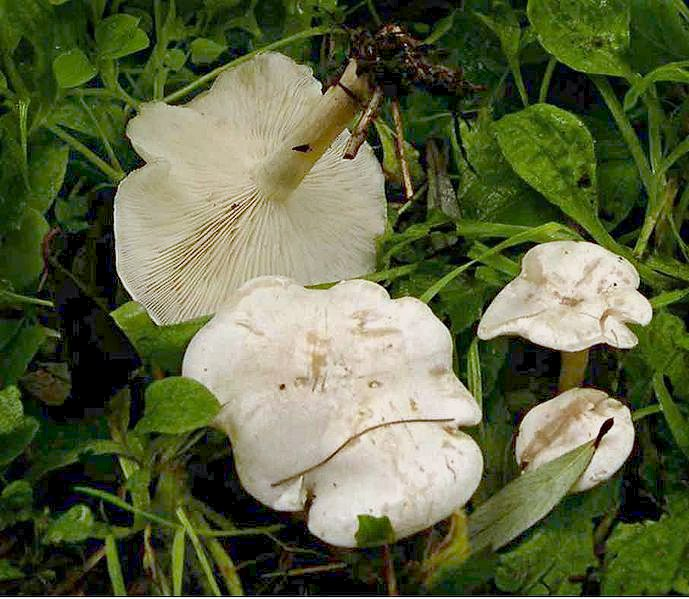
Der Feld-Trichterling (Clitocybe quisquiliarum) ähnelt dem Bleiweißen Firnis-Trichterling.

Der Bleiweiße Firnis-Trichterling kann mit anderen weißen Trichterlingen wie dem Rinnigbereiften Trichterling (Collybia rivulosa), dem Feld-Trichterling (Clitocybe quisquiliarum) oder dem Wachsstieligen Trichterling (Clitocybe candicans) verwechselt werden. Diese sind meistens kleiner, besitzen weißes Sporenpulver und eine anders aufgebaute Hutdeckschicht. Sehr ähnlich ist auch der essbare Mehlräsling (Clitopilus prunulus), der einen intensiven Geruch nach Mehl aufweist. Für Verwechslungen kommt auch zwischenzeitlich giftverdächtige, heute als Pilz mit uneinheitlichem Speisewert geltende Weiße Büschelrasling (Leucocybe connata) in Betracht. Er wächst büschelig und besitzt einen Geruch nach Lerchensporn-Blüten; mit Eisen(II)-sulfat färbt sich sein Fleisch violett. Auch ausgeblasste Fruchtkörper des Grünen Anis-Trichterlings sehen ihm bisweilen ähnlich, riechen aber deutlich nach Anis. Der Scharfe Rötelritterling (Lepista ricekii) wurde zunächst als Clitocybe phyllophila var. piperata beschrieben. Sein Geschmack ist zunächst mild, dann aber scharf.

## Ökologie und Phänologie
Der Bleiweiße Firnis-Trichterling kommt in Laub- und Nadelwäldern vor. Er bevorzugt unter den Rotbuchenwäldern Waldmeister-, Waldgersten- und Hainsimsen-Buchenwälder. Außerdem ist der Pilz in Fichtenforsten und Fichten-Tannen-Wäldern zu finden. In den Waldgesellschaften wächst er in der Streu, vor allem von der Gemeinen Fichte und der Rotbuche. Die besiedelten Böden sind sauer bis basisch und meist mäßig bis deutlich mit Stickstoff angereichert. Die Fruchtkörper werden überwiegend im Herbst von September bis November gebildet, seltener auch später oder schon im Sommer. Sie erscheinen meist in Gruppen oder Reihen, selten einzeln.

## Verbreitung
Der Bleiweiße Firnis-Trichterling ist austrosubtropisch verbreitet, wo er submeridional bis boral anzutreffen ist. So ist er in Südamerika (Brasilien) und Europa anzutreffen. Anderen Angaben zufolge ist die Art ein Kosmopolit, abgesehen von der Antarktis. In Europa reicht das Gebiet vom Mittelmeer bis in die hochboreale Zone des norwegischen Lapplands sowie ostwärts bis nach Belarus. In Deutschland ist die Art verbreitet. In Norddeutschland und im Bayerischen Wald kommt sie etwas zerstreuter vor.

## Systematik
Einige Autoren trennen Clitocybe cerrusata und Clitocybe pithophila durch die Farbe des Sporenpulvers. Demnach haben diese weißen und der Bleiweiße Firnis-Trichterling rosalich-cremefarbenen Sporenstaub. Diese Ansicht wird jedoch nicht von allen Autoren geteilt. Die Farbe soll von äußeren Faktoren wie zum Beispiel der Temperatur abhängen. Andere Erklärungsansätze liegen in einer Fehlinterpretation durch ungenügende Mengen an Sporenpulver.
Innerhalb der Art wird eine var. tenuis unterschieden. Sie ist dünnfleischiger und besitzt einen dünneren Stiel.

## Giftwirkung
Die Art ist verdächtig, das Muskarin-Syndrom auszulösen. Zwar wurde bei einer Untersuchung aus dem Jahr 1996 kein Muskarin nachgewiesen, dagegen ermittelte eine Untersuchung aus dem Jahr 2023 einen Muskaringehalt zwischen 19,2 und 86,8 mg/kg. Auch aufgrund der hohen Verwechslungsgefahr und unklaren Abgrenzung zu verwandten Arten ist der Pilz für Speisezwecke unbedingt zu meiden.